# Atrichum muelleri
Atrichum muelleri là một loài Rêu trong họ Polytrichaceae. Loài này được Schimp. mô tả khoa học đầu tiên năm 1872.